# Кубок Испании по футболу 1971/1972
Кубок Испании по футболу 1971/1972 — 67-й розыгрыш Кубка Испании по футболу выиграла Атлетико Мадрид. Этот кубок стал четвертым в истории команды.
Соревнование прошло в период с 24 октября 1971 по 8 июля 1972 года.

## Результаты матчей

### 1/4 финала
| Команда 1     | Итог | Команда 2       | 1-й матч | 2-й матч |
| ------------- | ---- | --------------- | -------- | -------- |
| Барселона     | 0:3  | Атлетико Мадрид | 0:2      | 0:1      |
| Валенсия      | 2:0  | Сельта          | 1:0      | 1:0      |
| Реал Мадрид   | 4:3  | Эспаньол        | 3:0      | 1:3      |
| Реал Сосьедад | 1:3  | Атлетик Бильбао | 1:1      | 0:2      |

### 1/2 финала
| Команда 1       | Итог | Команда 2       | 1-й матч | 2-й матч |
| --------------- | ---- | --------------- | -------- | -------- |
| Атлетико Мадрид | 5:4  | Атлетик Бильбао | 4:1      | 1:3      |
| Валенсия        | 1:0  | Реал Мадрид     | 1:0      | 0:0      |

### Финал
| 8 июля, 1972            | \| Атлетико Мадрид \| 2:1 \| Валенсия \| \| Сальседо 31′,Гарате 62′ \| Голы \| Вальдез 36′ \| | Сантьяго Бернабеу, Мадрид Зрителей: 100 000 |
| Атлетико Мадрид         | 2:1                                                                                           | Валенсия                                    |
| Сальседо 31′,Гарате 62′ | Голы                                                                                          | Вальдез 36′                                 |